# Ganggangsullae

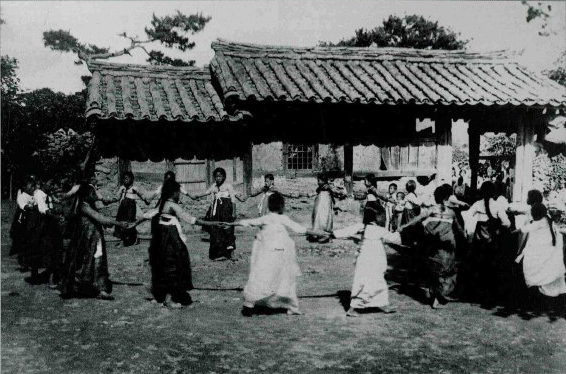
Ganggangsullae, 1891~1930

Ganggangsullae is een seizoensgebonden ritueel uit Korea dat in verband staat met de oogst en vruchtbaarheid. Het ritueel is populair in het zuidwestelijke deel van de Republiek Korea en wordt uitgevoerd op de vijftiende dag in de achtste maanmaand (Chuseok). De dans is zo'n 5000 jaar oud.
Onder een heldere volle maan, verzamelen tientallen (jonge, ongetrouwde) vrouwen uit het dorp zich in een kring, de handen in elkaar. Ze zingen en dansen de hele nacht, met de klok mee, onder leiding van een leadzanger. De leadzanger zingt een regel, waarna de groep Ganggangsullae zingt. Tijdens intermezzo's, spelen vrouwen mime; dit weerspiegelt het leven in een boerderij of een vissersdorp met inbegrip van het trappen op dakpannen, een mat afrollen, het vangen van een muis of de verkoop van haringen. 
De dans ontleent zijn naam aan het refrein dat wordt herhaald na elk vers, hoewel de exacte betekenis van het woord onbekend is. De dans wordt steeds sneller. Tijdens de dans worden verschillende spelletjes gedaan. Het ritueel kan tot zonsopgang doorgaan.
Ganggangsullae breekt met de beperkende regels, op het platteland mochten jonge vrouwen niet hardop zingen of 's nachts het huis verlaten. Het ritueel wordt bewaard door vrouwen van middelbare leeftijd in de steden en het wordt onderwezen als deel van de muziekles op basisscholen. De eenvoudige melodieën en bewegingen kunnen snel worden geleerd voor deze gemeentelijke praktijk die bijdraagt aan de harmonie, gelijkheid en vriendschap tussen de vrouwelijke dansers.
De dans wordt in verband gebracht met sjamanistische rituelen rond de volle maan.
Sinds 2009 staat Ganggangsullae vermeld op de Lijst van Meesterwerken van het Orale en Immateriële Erfgoed van de Mensheid van UNESCO.